# Темперанс (Мічиган)
Темперанс (англ. Temperance) — переписна місцевість (CDP) в США, в окрузі Монро штату Мічиган. Населення — 9188 осіб (2020).

## Географія
Темперанс розташований за координатами 41°46′3″ пн. ш. 83°34′18″ зх. д. / 41.76750° пн. ш. 83.57167° зх. д. (41.767537, -83.571672).  За даними Бюро перепису населення США в 2010 році переписна місцевість мала площу 12,02 км², з яких 11,93 км² — суходіл та 0,09 км² — водойми.

### Клімат
| Клімат : Темперанс | Клімат : Темперанс | Клімат : Темперанс | Клімат : Темперанс | Клімат : Темперанс | Клімат : Темперанс | Клімат : Темперанс | Клімат : Темперанс | Клімат : Темперанс | Клімат : Темперанс | Клімат : Темперанс | Клімат : Темперанс | Клімат : Темперанс | Клімат : Темперанс |
| Показник | Січ.               | Лют.               | Бер.               | Квіт.              | Трав.              | Черв.              | Лип.               | Серп.              | Вер.               | Жовт.              | Лист.              | Груд.              | Рік                |
| Середній максимум, °C                                                                                                   | 0,1                | 2,2                | 7,1                | 14,8               | 21,2               | 26,9               | 28,9               | 27,7               | 23,8               | 17,1               | 9,7                | 2,2                | 15,2               |
| Середня температура, °C                                                                                                 | −4,6               | −3,2               | 1,5                | 8,3                | 14,4               | 20,3               | 22,3               | 21,0               | 16,9               | 10,4               | 4,6                | −2,1               | 9,2                |
| Середній мінімум, °C | −9,3               | −8,6               | −4,1               | 1,8                | 7,6                | 13,7               | 15,6               | 14,3               | 10,1               | 3,7                | −0,7               | −6,5               | 3,2                |
| Середня кількість сонячних годин на місяць                                                                              | 313                | 314                | 388                | 417                | 468                | 471                | 477                | 443                | 387                | 357                | 309                | 301                | 4645               |
| --- | ------------------ | ------------------ | ------------------ | ------------------ | ------------------ | ------------------ | ------------------ | ------------------ | ------------------ | ------------------ | ------------------ | ------------------ | ------------------ |
| Джерело: Weatherbase.com Monthly All Weather Averages Temperance, Michigan. weatherbase.com. Процитовано 19 липня 2015. |                    |                    |                    |                    |                    |                    |                    |                    |                    |                    |                    |                    |                    |

## Демографія
Згідно з переписом 2010 року, у переписній місцевості мешкало 8517 осіб у 3340 домогосподарствах у складі 2420 родин. Густота населення становила 709 осіб/км².  Було 3500 помешкань (291/км²).
Расовий склад населення:
| - 97,0 % — білих - 0,8 % — азіатів - 0,4 % — чорних або афроамериканців - 0,2 % — корінних американців |

До двох чи більше рас належало 1,0 %. Частка іспаномовних становила 2,2 % від усіх жителів.
За віковим діапазоном населення розподілялося таким чином: 23,9 % — особи молодші 18 років, 61,0 % — особи у віці 18—64 років, 15,1 % — особи у віці 65 років та старші. Медіана віку мешканця становила 42,4 року. На 100 осіб жіночої статі у переписній місцевості припадало 93,7 чоловіків;  на 100 жінок у віці від 18 років та старших — 90,4 чоловіків також старших 18 років.
Середній дохід на одне домашнє господарство  становив 77 504 долари США (медіана — 61 371), а середній дохід на одну сім'ю — 91 158 доларів (медіана — 77 908). Медіана доходів становила 58 000 доларів для чоловіків та 44 939 доларів для жінок. За межею бідності перебувало 8,8 % осіб, у тому числі 15,5 % дітей у віці до 18 років та 6,1 % осіб у віці 65 років та старших.
Цивільне працевлаштоване населення становило 4162 особи. Основні галузі зайнятості: освіта, охорона здоров'я та соціальна допомога — 27,2 %, виробництво — 17,3 %, роздрібна торгівля — 9,7 %, мистецтво, розваги та відпочинок — 7,1 %.